# المحقق كونان: المهاجم الحادي عشر
المحقق كونان: المهاجم الحادي عشر (بالإنجليزية:The Eleventh Striker) (باليابانية:名探偵コナン 11人目のストライカー). هو الفيلم السادس عشر من أفلام الأنمي المحقق كونان، عرض في السينيما اليابانية في 14 أبريل 2012. الفيلم أصبح متاحًا للعرض في الإنترنت باللغة اليابانية في 12 أكتوبر 2012 وبالعربية في أواخر أكتوبر.

## القصة
تتلقى وكالة موري للتحريات مكالمة هاتفية مجهولة، شخص ما يحذر من وضعه لقنبلة ويترك وراءه شفرة غامضة. مغامرة جديدة للمحقق كونان برفقة المتحرين الصغار؛ أثناء حضورهم مباراةً بين فريق طوكيو وفريق أوساكا. فيكون المحقق كونان في موقف صعب.

## وصلات خارجية
- المحقق كونان: المهاجم الحادي عشر على موقع IMDb (الإنجليزية)
- المحقق كونان: المهاجم الحادي عشر على موقع Turner Classic Movies (الإنجليزية)
- المحقق كونان: المهاجم الحادي عشر على موقع فيلمافينيتي (الإسبانية)
- المحقق كونان: المهاجم الحادي عشر على موقع قاعدة بيانات الفيلم (الإنجليزية)
- المحقق كونان: المهاجم الحادي عشر على موقع ليتربوكسد (الإنجليزية)
- المحقق كونان: المهاجم الحادي عشر على موقع كينوبويسك (الروسية)
- المحقق كونان: المهاجم الحادي عشر على موقع ANN anime (الإنجليزية)

- الموقع الرسمي للفلم